# فيرخ-أوسوغلي
فيرك-وسوغلي (بالروسية: Верх-Усугли) هي مدينة في مقاطعة زابايكالسكي كراي في روسيا.
يبلغ عدد سكانها حوالي 2581   نسمة.